# Gandoca
Gandoca es un pueblo del Caribe Sur de Costa Rica, situado en la provincia de Limón, cantón de Talamanca. Está ubicado en el Refugio nacional de vida silvestre mixto Jairo Mora Sandoval Gandoca-Manzanillo.

## Historia
Por su situación geográfica, Gandoca fue parte de la zona de Costa Rica que vio desarrollarse la producción bananera de modo intensivo. Antes de la creación de la Ruta 36 que junta Sixaola a Limón, el pueblo era accessible por tren o avioneta.
El refugio de vida silvestre Gandoca-Manzanillo fue creado en 1985 gracia al esfuerzo de toda la comunidad del pueblo, y para proteger la zona de la deforestación causada por empresas madereras. Protege varias especies de tortugas que vienen cada año a anidar en la playa de Gandoca: tortuga baula, tortuga verde, tortuga carey. También se pueden encontrar osos perezosos, manatíes y varios tipos de mariposa como la Morpho.
El refugio protege igualmente al manglar de Gandoca, situado en la laguna de Gandoca, lo cual es el más desarrollado del Caribe costarricense, en crecimiento y con aguas puras. Este ha sido estudiado desde hace más de diez años por la Universidad Estatal A Distancia (UNED), en colaboración con la asociación de desarrollo sostenible Asomipag.
Hoy existen varias asociaciones y comités destinados a organizar el desarrollo del pueblo. La población decidió hace mucho tiempo comprometerse en el desarrollo controlado del pueblo, de modo a preservar el medioambiente del lugar, la cultura del pueblo, y a orientar su economía.
Gandoca está constituido de finqueros que crían vacas lecheras y producen desde hace poco cacao orgánico, mediante la ayuda del Programa Binacional Sixaola.
El pueblo recibe también turistas todo el año, pero más específicamente durante la temporada de desove de las tortugas.
Mediante por ejemplo la asociación Asomipag, el pueblo orienta esa fuente económica hacia el turismo sostenible.
Gandoca cuenta con dos escuelas, un liceo, un centro operativo del Ministerio de Ambiente y Energía y Telecomunicaciones (Minaet), una iglesia evangelista y una iglesia católica.